# Zannanza
Zannanza est un prince hittite du Nouvel Empire, troisième fils de Suppiluliuma Ier, mort vers 1324 av. J.-C.
Pressenti pour devenir pharaon d'Égypte, sa mort créa un incident diplomatique entre les empires hittite et égyptien qui aboutit à la guerre.

## Vie
La reine égyptienne de la XVIIIe dynastie, Ânkhésenamon, demanda à Suppiluliuma Ier d'envoyer l'un de ses fils à la cour d'Égypte, parce qu'elle était devenue récemment veuve par la mort de Toutânkhamon et n'avait porté aucun héritier. Sa lettre se lit comme suit :
« Mon époux est décédé et je n'ai pas de fils. Ils disent de vous que vous avez beaucoup de fils. Vous pourriez me donner un de vos fils pour devenir mon mari. Je ne voudrais pas prendre un de mes sujets comme époux… J'ai peur. »
La lignée royale égyptienne était tracée à travers ses femmes ; ainsi un mariage avec la veuve de Toutânkhamon aurait permis à Zannanza de devenir pharaon. Il était extraordinaire qu'un consort extérieur à l'Égypte soit recherché. Prudent, Suppiluliuma envoya un émissaire pour s'assurer de l'authenticité de la démarche avant d'accepter. Son troisième fils, Zannanza, est choisi pour devenir le nouveau pharaon, ce qui aurait pu contribuer à une tentative de faire de l'Égypte une partie de l'empire hittite. Mais Zannanza ne parvint jamais à la frontière égyptienne : on suppose, sans certitude, qu'il fut assassiné en chemin.
Toujours est-il que son père accusa les Égyptiens de l'avoir fait périr. Le nouveau pharaon, Aÿ (qui s'était marié entretemps avec Ânkhésenamon), nia l'avoir assassiné mais reconnut sa mort. Des lettres chargées de colère furent échangées entre les deux nations. L'affaire ne trouvant pas de solution diplomatique, des forces hittites attaquèrent par la suite les colonies égyptiennes en Syrie.

## Lignage
L'arbre généalogique ci-dessous est une reconstruction possible, parmi d'autres, du lignage de la famille royale de l'empire hittite. La nomenclature des souverains, les liens de parenté demeurent obscurs par de nombreux aspects,,.